# Perinereis aibuhitensis
Espèce
La gravette dure, Perinereis aibuhitensis (anciennement Nereis aibuhitensis), est une espèce de vers polychètes appartenant à la famille des Nereididae.

## Description morphologique
Cet annélide possède un tronc allongé, annelé et hémicylindrique. Il possède 4 yeux et des mandibules puissantes en forme de pinces, très caractéristiques de la famille des Nereididae. Il mesure entre 8 et 20 cm de longueur et sa couleur varie du marron verdâtre au marron rougeâtre.

## Synonymie
Cette espèce a aussi autrefois été dénommée :
- Nereis linea Treadwell, 1936 (synonymie subjective) ou Neanthes linea Treadwell, 1936 (synonymie subjective) ;
- Nereis orientalis Treadwell, 1936 (synonymie subjective) ou Neanthes orientalis Treadwell, 1936 (synonymie subjective).